# 사쓰에이 전쟁
사쓰에이 전쟁(일본어: 薩英戦争) 또는 영국-사쓰마 전쟁(영어: Bombardment of Kagoshima, Anglo-Satusuma War)은 나마무기 사건의 해결을 요구하는 영국과 사쓰마번간의 가고시마 만에서의 포격전이다. 사쓰에이 전쟁의 결과 영국은 막부를 지지하던 예전 방침을 변경해 사쓰마번에 접근했고, 사쓰마 번은 양이의 실현 불가능을 깨닫게 되었다.

## 배경
1862년 9월 14일 분큐 2년, 무사시국 다치바나군 나마무기라는 마을 근처에서 시마즈 히사미쓰(島津久光)의 행렬에 난입한 말탄 영국인들을 행렬을 호위하던 사무라이들이 ‘무례’하다는 이유로 살해한 나마무기 사건이 발생했다.
영국 측은 이에 대해 막부와 사쓰마번에 각각 공식 사죄, 범인 색출, 배상을 요구했다. 막부는 영국의 요구에 응해 10만 파운드의 배상금을 지불했으나 사쓰마 번은 책임을 회피했다. 영국은 사쓰마 번이 요구를 받아들이지 않는다면 무력 행사를 하겠다고 통고하였고 사쓰마 번은 전쟁을 각오하고 이를 거절하였다.

## 경과
7월 2일 새벽, 영국 함대는 사쓰마 번의 기선 3척(天佑丸, 青鷹丸, 青鷹丸)을 나포하는데 성공한다. 사쓰마 번은 이것을 선전포고라고 받아들이고 정오에 육상포대 80문을 이용해 선제 공격을 시작했다. 영국군은 기선을 잃은 사쓰마 번이 전의를 상실했다고 방심하였기 때문에 응전이 늦어 14시에 100문의 포로 반격, 큐퍼 제독은 함선을 나포한 상태로는 전투하기 어려움을 깨닫고 귀중품을 꺼낸 뒤 세 척의 배를 소각시켰다.
거친 날씨와 예상 외의 반격에 영국군은 고전을 면치 못했고, 이로 인한 영국군의 피해는 대파 1척, 중파 2척, 사상자는 63명(기함 유라이아라스의 함장, 부함장을 포함한 사망자 13명, 부상자 50명)에 이르렀다. 사쓰마 번의 경우 인적 피해는 비전투원 5명 사망, 부상자 18명으로 영국보다 적었지만, 영국 함대의 포격으로 인해 가고시마성과 도시 내의 민가와 관공서가 불타는 등 대규모 화재가 일어났다.
7월 4일 영국군은 탄약과 석탄을 소모하고, 기함 함장, 부함장의 전사 등 인적 피해를 고려해 사쓰마에서 후퇴하여, 요코하마로 향한다.

## 결과
10월 5일 막부의 중개 하에 사쓰마 번과 영국은 요코하마의 영국 대사관에서 강화를 맺었고, 사쓰마 번은 막부로부터 2만 5천 파운드를 차용해 영국 측에 지불하게 되었다. 강화 조건의 하나였던 나마무기 사건의 가해자의 처벌은 ‘도망 중’이라는 이유로 이행되지 않았다.
사쓰에이 전쟁은 사쓰마 번이 서양 기술의 우수성을 깨닫고 양이에서 개화중심으로 입장을 바꾸는 계기가 된다. 영국은 사쓰에이 전쟁 이후 사쓰마 번측의 군사력을 높게 평가하였고, 프랑스를 견제할 정치적 목적으로 막부를 지지하던 이전의 방침을 바꿔 사쓰마 번과 관계를 깊게 한다.

## 같이 보기
- 나마무기 사건
- 시모노세키 전쟁
- 사쓰마번
- 병인양요